# Julieta XLF
Julieta XLF (née Julieta Silla à Valence en 1982) est une artiste et illustratrice espagnole. Son travail depuis 2004 consiste essentiellement en des œuvres murales dans l'espace public de Valence, Alicante, Madrid, les Baléares, l'Estrémadure, l'Italie, la Belgique, Santiago du Chili, Valparaíso, etc. Ses œuvres sont présentes dans le monde entier et notamment aux États-Unis, à Londres, à Buenos Aires, au Brésil, au Mexique, etc. Elle s'inspire de la nature et ses couleurs sont chaudes et lumineuses.

## Formation
Elle a obtenu une Licence des Beaux Arts et le Master d'Illustration de la Faculté de San Carlos, Université Polytechnique de Valence. Elle continue de se former en expérimentant différentes disciplines tout en poursuivant son travail de peinture murale.

## Participations à des événements d'art urbain

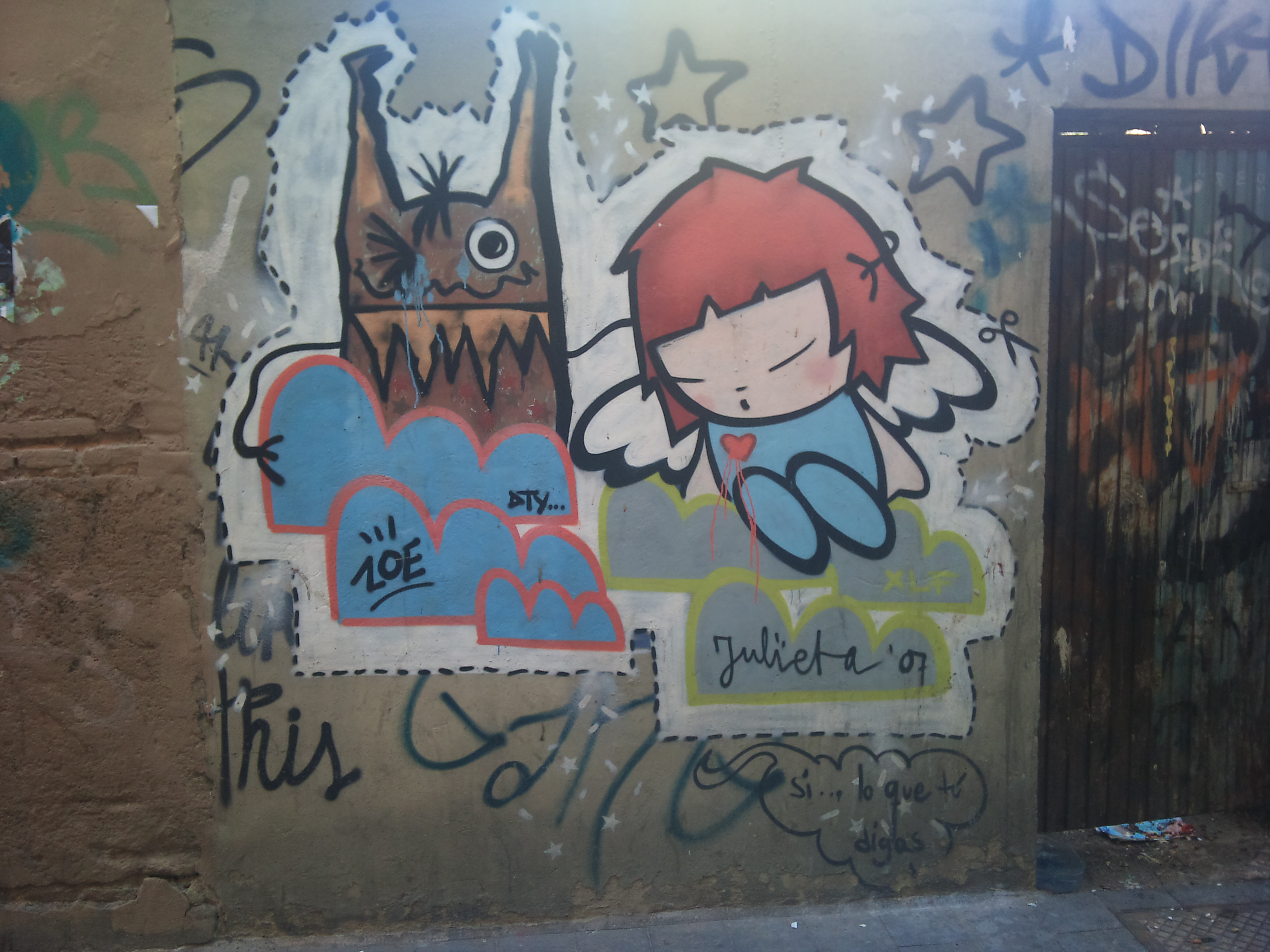
Graffiti de Julieta XLF à Valence (2007).

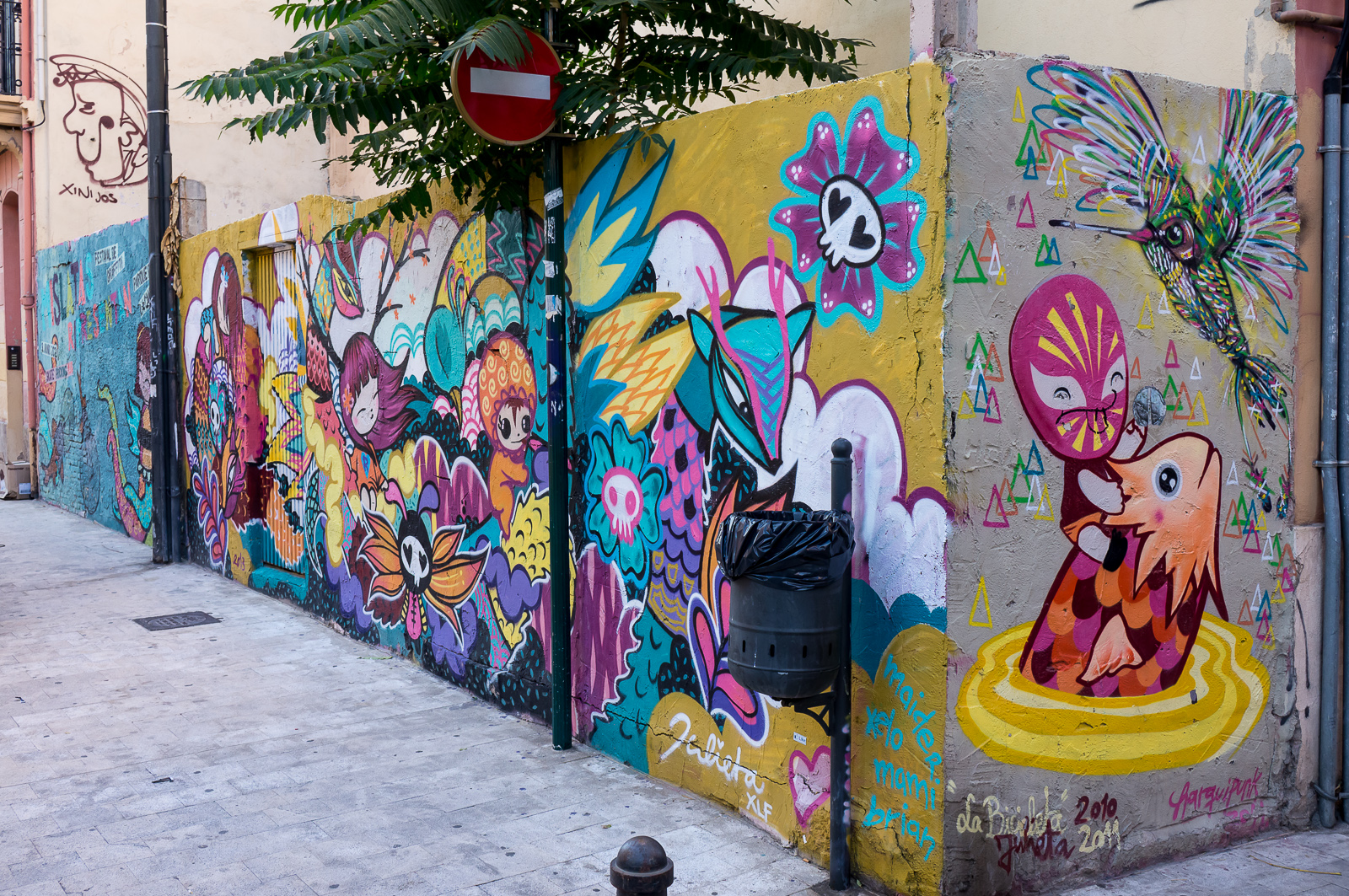
Graffitis de Julieta XLF à Valence (2010-2011).

- Sagra della Street Art
- La M.I.A.U. de Fanzara
- Latidoamericano
- Mislatas Representan
- Safe Street Art Festival
- Intracity
- Xekin Festival
- Habitat vs Graffiti
- FIART Valencia
- Incubarte
- Poliniza UPV
- Arte Arde Valencia

## Collaboration avec des institutions
- Le Centre del Carme de Valence, 2010, dans “Cartografías de la creatividad 100% Valencianos”

## Expositions individuelles
- Je t’aime mon humour, Perpignan, France
- De tripas corazón, Montana shop & gallery 2008, Valencia
- Pintures, Centre Social la Canyada (Valencia) 2009

## Prix
- Prix Obra Seleccionada
- Prix adquisición de obra XXI Bienal de Pintura Vila de Paterna, Valencia (2006)
- XXXV Prix Bancaja de Pintura, Escultura y Arte Digital (2008)